# Élections législatives de 2022 à Tristan da Cunha
Les élections législatives de 2022 à Tristan da Cunha ont lieu le 23 mars 2022 afin de renouveler les membres du Conseil de l'île ainsi que le chef du Conseil de l'archipel de Tristan da Cunha.
Aucun parti politique n'existant sur l'île, l'ensemble des candidats sont indépendants. À la suite du retrait d'un neuvième candidat, seuls huit demeurent en lice, soit autant que de postes à pourvoir. En accord avec la loi électorale, les candidats sont automatiquement élus, y compris le chef du conseil sortant.

## Contexte
Les législatives de mars 2019 conduit à un renouvellement important des membres du conseil, seul un conseiller sortant étant reconduit. James Glass remplace Ian Lavarello au poste de Chef du conseil.
Le duel pour le poste de chef du conseil voit James Glass l'emporter sur le chef sortant Ian Lavarello par 88 voix contre 52. James Glass occupe ainsi cette fonction pour la quatrième fois, bien que de manière non consécutive. Ian Lavarello est quant à lui le seul conseiller sortant, élu comme nommé, à être reconduit.

## Système électoral

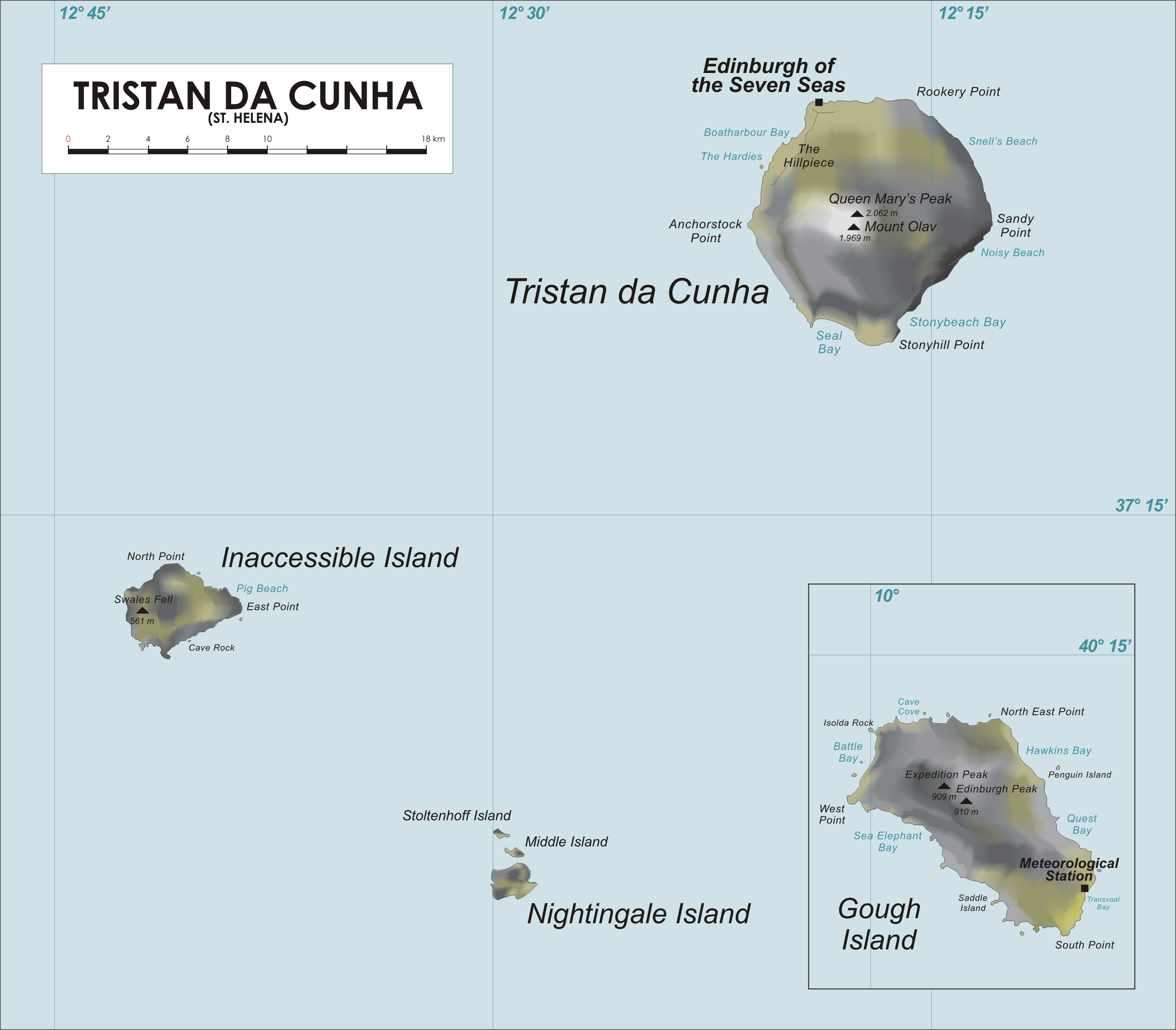
L'archipel Tristan da Cunha.

Le Conseil de l'île est l'assemblée législative de Tristan da Cunha, un archipel du territoire britannique d'outre-mer de Sainte-Hélène, Ascension et Tristan da Cunha situé dans l'océan Atlantique Sud et connu pour être celui habité le plus isolé au monde.
L'archipel est doté d'un administrateur nommé par le Gouvernement du Royaume-Uni. Le conseil de l'île est composé de douze membres dont huit élus pour trois ans au scrutin direct plurinominal majoritaire et trois nommés par l’administrateur, qui préside le conseil.
Les candidats doivent être âgés d'au moins vingt et un ans, être nés à Tristan da Cunha, y être domiciliés et en avoir été résidents durant les trois années précédentes. Au moins un membre élu doit être une femme. Si les huit candidats arrivés en tête sont tous des hommes, celui ayant recueilli le moins de voix est remplacé par la candidate en ayant recueilli le plus. Au cas où aucune femme ne serait candidate, une élection supplémentaire a lieu pour le siège, pour laquelle seules sont admises les femmes candidates. Sur le mandat 2016-2019, quatre des douze membres sont ainsi des femmes, dont trois élues.

### Chef du conseil
Sur les huit élus, l'un des conseillers cumule son mandat à celui de chef du Conseil (Chief Islander). Ce dernier est le représentant de la communauté et partage les tâches exécutives avec l'administrateur, qu'il remplace en cas d'absence,.

### Modalités
Les candidats aux législatives peuvent se déclarer candidats au poste de Chef du conseil indépendamment des élections des simples conseillers. Concrètement, les bulletins se composent ainsi d'une liste des candidats conseillers, par ordre alphabétique, suivie d'une seconde liste séparée comportant les noms des candidats chef du conseil. Ces derniers peuvent figurer sur les deux listes. L'électeur coche un maximum de huit noms de conseillers, ainsi que le nom d'un chef du conseil et les candidats ayant recueilli le plus de voix sont élus.
Lors de sa première séance, le conseil nouvellement élu choisit en son sein un vice-président du conseil (Deputy President of Council), qui ne peut cependant pas être le membre déjà élu Chef du conseil.

## Résultats
Seuls en lice, huit candidats dont quatre sortants sont reconduits automatiquement, y compris James Glass, qui occupe ainsi la fonction de Chef du conseil pour la cinquième fois, bien que de manière non consécutive. Devant l'absence de candidatures, deux des trois postes de membres nommés sont laissés vacants au moment du renouvellement,.
|                 | |  |  |  |
| Membres élus    | |  |  |  |
| Chef du Conseil | James Glass                                                                                           |  |  |  |
| Conseillers     | Conrad Glass James Glass Vera Glass Warren Glass Rodney Green Terence Green Ian Lavarello Steve Swain |  |  |  |
| Membres nommés  | |  |  |  |
| Conseillers     | Carlene Glass-Green poste vacant                                                                      |  |  |  |